# James Peebles

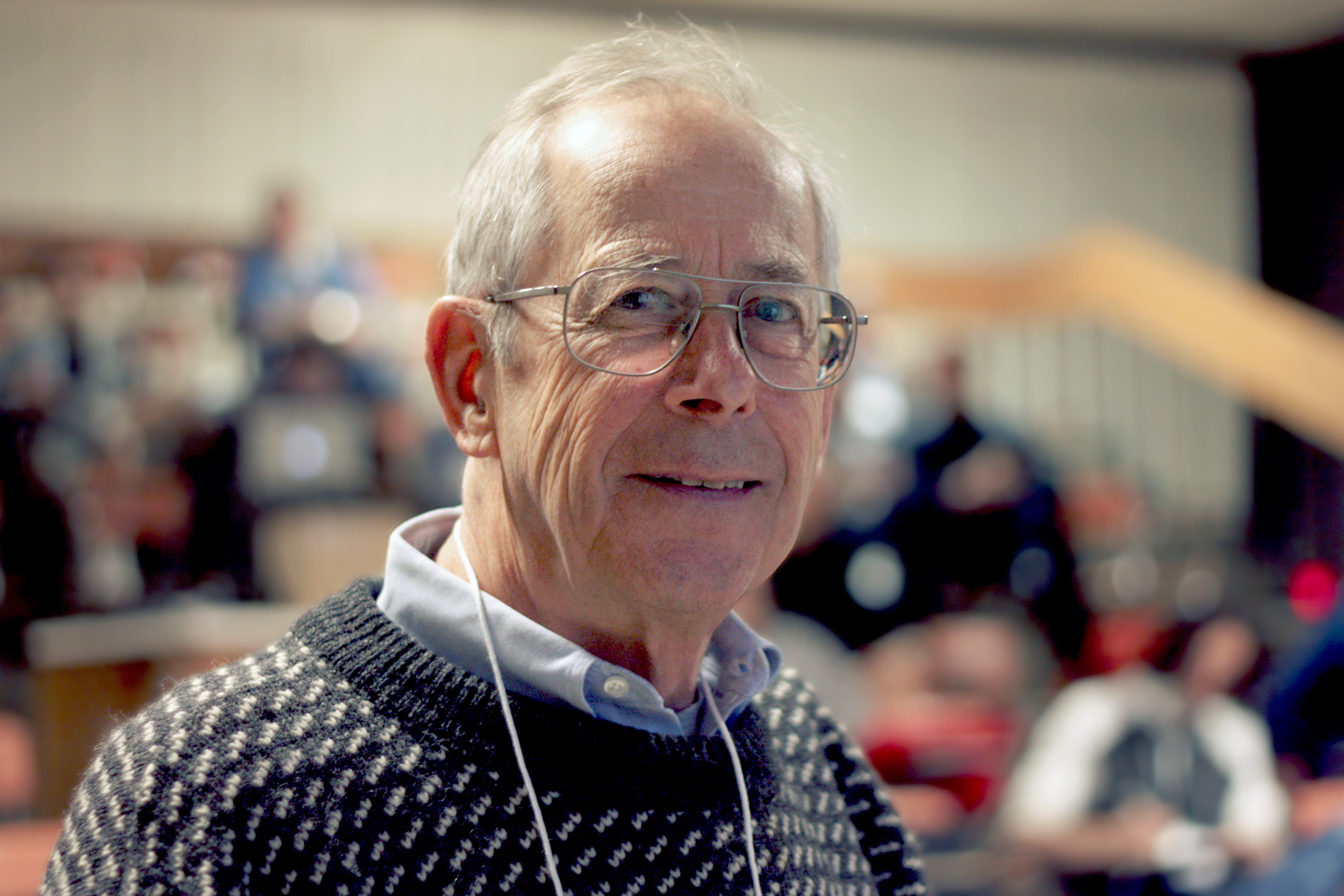
James Peebles (2010)

Phillip James („Jim“) Edwin Peebles (* 25. April 1935 in St Boniface, Vorort von Winnipeg, Manitoba) ist ein führender kanadischer und US-amerikanischer Kosmologe. Er erhielt zu einer Hälfte den Nobelpreis für Physik im Jahr 2019 für seine grundlegenden Beiträge zur Kosmologie.

## Leben und Werk
Peebles studierte an der University of Manitoba (Bachelor-Abschluss 1958) und promovierte 1962 bei Robert Dicke (unter dessen Einfluss er von der Teilchenphysik zur Kosmologie wechselte) an der Princeton University, wo er seit den frühen 1960er Jahren unterrichtete, 1972 eine volle Professur erhielt, seine ganze Karriere über blieb und seit 2000 emeritierter Professor ist. Zurzeit ist er Albert Einstein Professor of Science Emeritus (als Nachfolger von Dicke). 
1977/78 war er Mitglied am Institute for Advanced Study und seither mehrfach Gast.
Er leistete wertvolle Beiträge zum Urknall-Modell und sagte mit Dicke und anderen in den 1960er Jahren die 3K-Hintergrundstrahlung voraus, wie schon George Gamow und Kollegen in den 1940er Jahren, deren Vorhersage aber in Vergessenheit geraten war.
Peebles ist eine führende Autorität in Kosmologie und beschäftigte sich mit dem Thema schon ausführlich, als dies noch längst nicht „in Mode“ war. Er lieferte wichtige Beiträge zur Urknall-Nukleosynthese (Häufigkeit der leichten Elemente wie Helium, was 1966 die Urknall-Theorie bestätigte), der Strukturbildung im frühen Universum (Statistische Verteilung des Clustering von Galaxien und Galaxienhaufen, was ab den 1970er Jahren mit Computern genauer bestimmt werden konnte) und den Fragen dunkler Materie bzw. dunkler Energie. Er untersuchte die Existenz dunkler Materie schon Ende der 1970er Jahre mit Jerry Ostriker (Princeton) und wies große Mengen dunkler Materie in den Halos von Galaxien nach. In den 1980er Jahren war er allerdings skeptisch gegenüber der – seiner Meinung nach zu leicht übernommenen – Annahme Dunkler Materie in kosmologischen Modellen zur Galaxienentstehung und suchte nach Alternativen. Heute sieht er die Cold-Dark-Matter-Modelle (CDM) aber gut bestätigt, auch wenn er noch einige offene Fragen, wie zum Phänomen von Blasen (Voids) in der Galaxienverteilung, sieht. Er wies auch schon früh in den 1980er Jahren auf die Notwendigkeit einer kosmologischen Konstante hin, sieht diese aber als Fremdkörper im gegenwärtigen Theoriegebäude an.
Sein Buch Principles of Physical Cosmology ist ein Standardwerk, das viel zur Etablierung der Kosmologie als wichtige Forschungsrichtung beitrug.
Der Kleinplanet (18242) Peebles ist nach ihm benannt.
Er ist seit 1958 mit Alison Peebles verheiratet und hat drei Kinder. Neben der kanadischen hat er die US-amerikanische Staatsbürgerschaft.

## Auszeichnungen
- 1968: Sloan Research Fellowship
- 1977: A. C. Morrison Award
- 1981: Eddington-Medaille der Royal Astronomical Society
- 1982: Dannie-Heineman-Preis für Astrophysik
- 1989: Petrie Prize Lecture
- 1993: Henry Norris Russell Lectureship
- 1995: Bruce Medal
- 1997: Oskar-Klein-Medaille
- 1998: Goldmedaille der Royal Astronomical Society
- 2000: Gruber-Preis für Kosmologie
- 2001: Harvey-Preis
- 2003: Tomalla-Preis
- 2004: Shaw Prize in Astronomy
- 2004: David M. Lee Historical Lecture
- 2005: Crafoord-Preis mit James E. Gunn und Martin Rees
- 2013: Dirac-Medaille (ICTP)
- 2017: Order of Manitoba
- 2019: Nobelpreis für Physik
- 2020: Companion des Order of Canada
- mehrere Ehrendoktorwürden

## Mitgliedschaften
- 1977: American Academy of Arts and Sciences
- 1988: National Academy of Sciences
- 2004: American Philosophical Society
- Fellow der Royal Society of Canada

## Publikationen

### Bücher
- P. J. E. Peebles: Principles of Physical Cosmology, Princeton University Press, Princeton, 1993 (erste Auflage als Physical Cosmology, Princeton University Press 1971).
- P. J. E. Peebles: The large-scale structure of the universe, Princeton University Press, Princeton, 1980.
- P. J. E. Peebles: Quantum Mechanics, Princeton UP 1992
- Lyman A. Page Jr., R. Bruce Partridge, P. J. E. Peebles (Hrsg.): Finding the Big Bang, Cambridge UP 2009

### Aufsätze (Auswahl)
- R. H. Dicke, P. J. E. Peebles, P. G. Roll, D. T. Wilkinson: Cosmic Black-Body Radiation. Astrophys. J. 142, 414 (1965).
- P. J. E. Peebles: Primordial Helium Abundance and the Primordial Fireball. II. Astrophys. J. 146, 542 (1966).
- P. J. E. Peebles: Primordial Helium Abundance and the Primordial Fireball. I: Phys. Rev. Lett. 16, 410 (1966).
- P. J. E. Peebles, R. H. Dicke: Origin of the Globular Star Clusters. Astrophys. J. 154, 891 (1968).
- P. J. E. Peebles: Origin of the Angular Momentum of Galaxies. Astrophys. J. 155, 393 (1969).
- P. J. E. Peebles, J. T. Yu: Primeval adiabatic perturbation in an expanding universe. Astrophys. J. 162, 815 (1970).
- J. P. Ostriker,  P. J. E. Peebles: A Numerical Study of the Stability of Flattened Galaxies: or, can Cold Galaxies Survive?. Astrophys. J. 186, 467 (1973).
- E. J. Groth,  P. J. E. Peebles: Statistical Analysis Of Catalogs Of Extragalactic Objects. 7. Two And Three Point Correlation Functions For The High-Resolution Shane-Wirtanen Catalog Of Galaxies. Astrophys. J. 217, 385 (1977).
- P. J. E. Peebles: Large-scale background temperature and mass fluctuations due to scale-invariant primeval perturbations. Astrophys. J. 263, L1 (1982).
- M. Davis, P. J. E. Peebles: A survey of galaxy redshifts. V - The two-point position and velocity correlations. Astrophys. J. 267, 465 (1983).
- B. Rhatra,  P. J. E. Peebles: Cosmological consequences of a rolling homogeneous scalar field. Phys. Rev. D 37, 3406 (1988).
- B. Rhatra,  P. J. E. Peebles: Cosmology with a time-variable cosmological ‘constant’. Astrophys. J. 325, L17 (1988).
- M. Fukugita, C. J. Hogan, P. J. E. Peebles: The cosmic baryon budget. Astrophys. J. 503, 518 (1998) arxiv:astro-ph/9712020.
- B. Rhatra, P. J. E. Peebles: The cosmological constant and dark energy. Rev. Mod. Phys. 75, 559 (2003) arxiv:astro-ph/0207347.
- P. J. E. Peebles: Making sense of modern cosmology, Scientific American Januar 2001
- P. J. E. Peebles: Cosmological tests, Oskar Klein Memorial Lectures, 2001, arxiv:astro-ph/0102327